# (73137) 2002 GK76
(73137) 2002 GK76 – planetoida z pasa głównego asteroid okrążająca Słońce w ciągu 4,3 lat w średniej odległości 2,64 j.a. Odkryta 9 kwietnia 2002 roku.